# Катастрофа на летище „Манчестър“ през 1985 г.
Полет 28M на „Бритиш Еъртурс“ (познат още като катастрофата на летище „Манчестър“ през 1985 г. и официално известен като полет 328) е международен пътнически полет от летище „Манчестър“, Манчестър, Англия, до международното летище „Корфу“, Корфу, Гърция, управляван от „Бритиш Еъртурс“. На 22 август 1985 г. самолетът „Боинг 737-236 Адвансед“, който лети по маршрута, се запалва при излитане след повреда в един от двигателите; излитането е прекратено, но по време на евакуацията умират 55 от общо 82 души на борда, повечето от които заради вдишване на токсичния дим, а не от изгаряния.
Докладът на отдела за разследване на въздушни произшествия изброява причините за катастрофата. Повредата на двигателя е проследена до неправилно ремонтирана горивна камера, което довежда до счупване на диска на турбината и пробиване на резервоарите за гориво на крилото. Разследването установява, че корпусът на самолета е уязвим от външен огън, много материали в пътническата кабина произвеждат силно токсични изпарения и липсва каквато и да е ефективна разпоредба за борба с големи пожари на борда. Пожарът се развива катастрофално, главно поради ориентацията на самолета и огъня към вятъра, но разливането на гориво върху горещите газове от двигателя показва слабостите на горивната камера.
Службата за гражданска авиация е критикувана, че не прилага строги правила за безопасност по-рано. Трагедията преследва капитана Питър Терингтън, който се бори с чувството за вина до края на живота си и непрекъснато присъства на годишната мемориална служба на летище „Манчестър“ за жертвите на полета. Остава загрижен, че всички поуки от инцидента трябва да бъдат напълно приложени на практика. През август 2018 г. в близост до мястото на инцидента е открит мемориал с височина 5 м в памет на жертвите. Оцелелите Артър Бредбъри и Джоана Тоф – част от екипажа, и двама членове на противопожарната служба на летището в Манчестър – Самюел Литъл Ерик Артър Уестууд, са наградени с медала за храброст на кралицата. Двете загинали стюардеси – Шарън Форд и Джаки Урбански – получават същата награда посмъртно.